# 莱丰蒂内特站
莱丰蒂内特站，是法国的一个铁路车站，位于法国城市加来境内。

## 位置
莱丰蒂内特站位于加来市区的南部。车站大致呈南北走向，东西两侧均可进出。

## 车站现状
莱丰蒂内特站为一个无人看守的乘降所，主要供周边居民通勤使用。莱丰蒂内特站内没有任何售票服务及设施，乘客需上车购票或使用通勤卡。所有经停莱丰蒂内特站的列车均会停靠加萊城站。
莱丰蒂内特站内的线路走向呈"人"字形，其中北侧连接加萊城站，东南侧前往里尔弗朗德站和敦刻尔克站方向，西南侧则前往加萊弗雷敦站及布洛涅站。莱丰蒂内特站北侧有一个东西走向的人行天桥，可连接站台及车站两侧。

## 停靠线路
以下列车线路在莱丰蒂内特站停靠：
| 莱丰蒂内特站列车线路表              |              |                         |        |                 |
| 线路                                | 车种         | 上一站                  | 下一站 | 大致运行频率    |
| 里尔—加来                           | 法国大区列车 | 诺尔特科尔克/阿尔德尔桥 | 加来   | 每天8趟左右     |
| 贝蒂讷 → 加来                       | 法国大区列车 | 阿尔德尔桥              | 加来   | 每天1趟（单程） |
| 阿拉斯/滨海蒙特勒伊/滨海布洛涅—加来 | 法国大区列车 | 加来弗雷敦              | 加来   | 每天5趟左右     |
| 亚眠/杭杜费列/埃塔普-勒图凯—加来    | 法国大区列车 | 加来弗雷敦              | 加来   | 每天6趟左右     |
| 敦刻尔克—加来                       | 法国大区列车 | 格拉弗林                | 加来   | 每天2~8趟       |
| 1. 2.                               |              |                         |        |                 |

## 配套交通

### 大巴车
莱丰蒂内特站对应的大巴车上下车地点位于车站东侧。当某条铁路线施工或罢工时，SNCF也会提供途径该线路沿途站点的大巴车。

### 市内交通
莱丰蒂内特站对应的公交车站名称为"Fontinettes"，位于车站东侧。停靠该站的公交线路包括加来公交2路和6路。

## 临近车站
| 莱丰蒂内特站（Gare des Fontinettes）                             |                    |                   |
| 上行车站                                                         | 线路               | 下行车站          |
| 阿尔德尔桥站←                                                    | 里尔－加来铁路     | （终点）→加来城站 |
| 加来弗雷敦站←                                                    | 布洛涅－加来铁路   | →加萊城站         |
| 格拉弗林站←                                                      | 敦刻尔克－加来铁路 | （终点）→加来城站 |
| - 注：灰色字体为非本线车站或路段。本表仅显示运营中的线路及车站。 |                    |                   |